# Joaquín Cotoner Goyeneche
Joaquín Cotoner Goyeneche (Lima, Perú, 1947) també conegut com a Xim Cotoner, és un advocat i polític mallorquí nascut al Perú. Fill de Nicolas Cotoner Gual de Torrella i de Blanca de Goyeneche y de Silvela, i com el seu pare cavaller de l'Orde de Malta; corporació amb la qual la família Cotoner ha tingut des d'antic una estreta relació.
Advocat en exercici des del 1973, donat d'alta en l'Il·lustre Col·legi d'Advocats de Balears, també és agent de la Propietat Immobiliària. Ha impartit cursos sobre la CEE i d'Estudis Fiscals i ha estat vicepresident de la Junta Local del Partit Popular de Palma. Amb aquest partit fou escollit senador per Mallorca a les eleccions generals espanyoles de 1989 i fou secretari segon de la Comissió del Reglament del Senat d'Espanya de 1989 a 1993. També fou vocal de les comissions d'Agricultura i Pesca, d'Afers Iberoamericans, Justícia i Incompatibilitats.
Fou elegit diputat per Mallorca a les eleccions generals espanyoles de 1993. Entre 1993 i 1996 ha estat vocal de les Comissiones de Justícia, Afers Iberoamericans i Especial de Publicitat del Congrés dels Diputats, així com portaveu en la Comissió d'Incompatibilitats.
En 1996 continuà la seva tasca privada com a advocat. En l'actualitat continua amb l'exercici de l'advocacia, activitat que compagina amb el patronat de Fundación Iberoámerica Europa - Centro de Investigación, Promoción y Cooperación Internacional (CIPIE).
És elegit President del Reial Club Nàutic Port de Pollença el 2024. Prèviament, des de l'any 2016 és membre de la seva junta directiva, exercint com a secretari de la mateixa del 2020 al 2024.